# Agon (film)
Agon – albańsko-grecko-francuski film fabularny z 2012 roku w reżyserii Roberta Budiny.

## Opis fabuły
Akcja filmu rozgrywa się współcześnie. Saimir i jego młodszy brat Vini są albańskimi imigrantami, mieszkającymi w Salonikach. Saimir zaręczył się z młodą Greczynką Elektrą i pracuje w warsztacie należącym do jej ojca Nikosa. Próbuje pomagać młodszemu bratu, aby ten stał się niezależny finansowo i nabrał szacunku do pracy. Vini nie ma jednak cierpliwości ani konsekwencji starszego brata. Z kolejnych miejsc pracy jest wyrzucany i drażni go zależność od Saimira. W portowym barze poznaje Bena, który jest związany z mafią i zajmuje się handlem żywym towarem. Nowe zajęcie przynosi Viniemu spore dochody i iluzję życia w luksusie. Sytuacja ulega zmianie, kiedy poznaje Majlindę, więzioną przez mafiosa Keno. Vini podejmuje próbę uwolnienia kobiety. Kiedy z rąk mafii ginie Keno, Vini próbuje ukryć Majlindę w domu narzeczonej Saimira. W strzelaninie koło domu Nikosa, Vini ginie, a Majlinda próbuje popełnić samobójstwo. Saimir wraca do Albanii, aby pochować brata. Kilka miesięcy później do Albanii przyjeżdża także Nikos z Elektrą i synem Saimira, który przyszedł na świat już po jego wyjeździe.
Agon jest debiutem pełnometrażowym reżysera Roberta Budiny. Premiera filmu odbyła się na Międzynarodowym Festiwalu Filmowym w Chicago. W 2013 film został wyselekcjonowany jako kandydat Albanii do nagrody Amerykańskiej Akademii Sztuki i Wiedzy Filmowej w kategorii filmu nieanglojęzycznego, ale nie uzyskał nominacji.

## Obsada
- Marvin Tafaj jako Saimir
- Guljelm Kotorri jako Vini
- Eglantina Cenoimeri jako Majlinda
- Xhevdet Jashari jako Keno
- Laertis Vasiliu jako Ben
- Isavela Kogevina jako Elektra
- Hajrie Rondo jako ciotka
- Andonis Kafetzopulos jako Nikos
- Suela Bako jako Bona
- Christos Aronis jako lekarz
- Marko Bitraku jako szef albańskiej policji granicznej
- Shpëtim Baça jako policjant albański
- Agapios Agapiu jako gazeciarz
- Daniel Budina jako Daniel
- Jon Budina jako Jon
- Blendi Petriti jako Beke
- Hristos Aronis jako lekarz
- Stamatis Stamoglu jako szef firmy budowlanej
- Islam Vehapaj jako Lom Kafka
- Androniki Mertyri jako Ola
- Thanasis Dislis
- Leke Nika
- Flora Nika
- Stela Rapti

## Nagrody i wyróżnienia
- Festiwal Filmowy Europy Południowowschodniej w Paryżu - nagroda SEEFF za najlepszy scenariusz oryginalny (Robert Budina)